# C16H18
化学式C16H18 210.32 g/mol 可指：
- 1,1-二邻甲苯基乙烷（葡萄牙語：1,1-Bis(2-metilfenil)etano），CAS号：33268-48-3
- 2,2-二苯基丁烷，CAS号：5223-61-0

|  | 这个同类索引页列出了具有相同分子式的化学物（即同分異構體）条目。 除非您是有意链接至本页，否则应将相应条目的内部链接指向正确的条目。 |